# Diskont
Diskonter var ett vanligt namn på Sveriges första affärsbanker. Den första, Diskontkompaniet, inrättades av Gustav III år 1773 i Stockholm. Efter Malmö diskonts fall 1817 avskaffades de helt. Till skillnad från ett aktiebolag var samtliga ägare solidariskt ansvariga för bolagets skulder med sina egna privata tillgångar.
Namnet har samma bakgrund som begreppet diskontera och kommer sig av att dessa lämnade så kallade diskontlån.